# Яблонский, Василий Александрович
Василий Александрович Яблонский (2 января 1980) — российский футболист, выступавший на позиции нападающего, тренер. Сыграл девять матчей в премьер-лиге России.

## Биография
На взрослом уровне начал выступать в 17-летнем возрасте в составе дубля элистинского «Уралана» в любительском первенстве. В главной команде «Уралана» дебютировал 25 апреля 1999 года в матче высшего дивизиона против «Ротора», выйдя на замену на 72-й минуте вместо Раду Ребежи. Всего в сезоне 1999 года принял участие в девяти матчах премьер-лиги, во всех из них выходил на замену, а также сыграл в одном матче Кубка России.
После ухода из «Уралана» выступал в первом дивизионе за красноярский «Металлург» и тульский «Арсенал». В 2002 году перешёл в «Краснодар-2000», в котором провёл два сезона во втором дивизионе, затем играл на любительском уровне за краснодарское «Динамо» и в 2004 году был включен в символическую сборную первенства Краснодарского края.
В 2005 году вернулся в Элисту, местная команда в это время выступала в любительских соревнованиях. Форвард стал лучшим бомбардиром зонального турнира с 40 голами и помог команде вернуться на профессиональный уровень. Однако в середине следующего сезона команда прекратила существование и футболисту вновь пришлось уехать, в дальнейшем выступал за анапский «Спартак», саратовский «Сокол» и дубль астраханского «Волгаря». В возрасте 27 лет завершил профессиональную карьеру и впоследствии выступал за любительские команды Краснодарского края.
После окончания карьеры работает тренером в центре подготовки футболистов ФК «Краснодар». По состоянию на 2013 год тренировал команду 2002 года рождения в филиале академии «Краснодара» в Лабинске.